# Агафонов, Георгий Матвеевич
Гео́ргий Матве́евич Агафо́нов (2 мая 1922, Елховка, Саратовская губерния — 19 января 1980, Баку) — участник Великой Отечественной войны (командир отделения рулевых бронекатера № 241 4-го дивизиона бронекатеров 2-й бригады речных кораблей Дунайской военной флотилии, старшина первой статьи), Герой Советского Союза (1945), капитан 1-го ранга.

## Биография
Родился 2 мая 1922 года в селе Елховка (ныне — Хвалынского района Саратовской области) в семье рабочего. Русский. Член ВКП(б)/КПСС с 1951 года.
В 1922 году семья Агафоновых переехала в Новороссийск. С детства увлекался морским моделизмом, изучал основы морской науки. В старших классах руководил кружком «юных моряков» при Дворце пионеров, в летние каникулы работал матросом на водной станции завода «Октябрь». Однажды, в шторм, выйдя на яхте в море, спас 4-х рыбаков, лодку которых опрокинуло волной. За это был удостоен награды Общества спасения на водах — значка «За спасение утопающих».

Могила Георгия Агафонова на II Аллее почётного захоронения в Баку

После окончания 10 классов школы, работал матросом на водной станции, одновременно окончил курсы лёгких водолазов и стал инструктором на спасательной станции ОСВОДа, затем работал в Новороссийском порту помощником капитана парусно-моторной шхуны.
Окончил 10 классов. Работал в Новороссийском морском порту штурманом, помощником капитана шхуны.
В Красной Армии, а затем в Военно-Морском Флоте с 1940 года.
Начал войну в 1942 году командиром отделения противотанковых ружей 541-го стрелкового полка. Воевал на Центральном фронте, а с декабря 1943 года — на Черноморском флоте. Продолжил войну рулевым, затем командиром отделения рулевых бронекатера № 241 4-го дивизиона бронекатеров, 2-й бригады речных кораблей, Дунайской военной флотилии.
После окончания войны продолжал служить в Военно-Морском Флоте. В 1952 году Г. М. Агафонов окончил Каспийское высшее военно-морское училище им. С. М. Кирова, многие годы служил командиром на боевых кораблях Каспийской флотилии. С 1972 года капитан 1-го ранга Г.М.Агафонов — в запасе.
Жил в городе Баку. Работал капитаном-инспектором портнадзора, капитаном-наставником, секретарём партийного комитета Бакинского морского порта.
Скончался 19 января 1980 года. Похоронен на аллее Почётного захоронения в г. Баку.

## Подвиг
Командир отделения рулевых бронекатера № 241 4-го дивизиона бронекатеров (2-я бригада речных кораблей, Дунайская военная флотилия) старшина 1-й статьи Георгий Агафонов в декабре 1944 года в районе югославского города-порта Вуковар (ныне Хорватия) выполнял задачу по корректировке огня бронекатеров, шедших с десантом в район г. Опатоваца.
В результате чёткого целеуказания старшины 1-й статьи Агафонова Г. М. было подавлено двадцать огневых точек, подбито четырнадцать танков, истреблено большое количество вражеских солдат и офицеров.

## Награды
- Медаль «Золотая Звезда» (№ 8606)
- Орден Ленина
- Три Ордена Красной Звезды
- Орден Славы III степени
- Орден «За храбрость» (Югославия)
- 14 медалей (две из них болгарские)

## Память
- В 1987 году именем Георгия Агафонова был назван головной теплоход[1] типа «река-море» Украинского Дунайского пароходства.